# Marian Ivan
Marian Ivan (* 1. Juni 1969 in Bukarest) ist ein ehemaliger rumänischer Fußballspieler. Er kam zu insgesamt 264 Einsätzen in der rumänischen Divizia A, der zyprischen First Division und der griechischen Alpha Ethniki. Als Nationalspieler nahm er an der Fußball-Weltmeisterschaft 1994 teil.

## Karriere

### Verein
Die Karriere von Ivan begann bei Steaua Bukarest. Dort gelang ihm jedoch der Sprung in die erste Mannschaft nicht, so dass er im Jahr 1989 zu FCM Progresul Brăila in die Divizia B wechselte. Nach dem Aufstieg debütierte er am 12. August 1990 in der Divizia A. Nachdem er ein halbes Jahr für Aris Thessaloniki in der griechischen Alpha Ethniki gespielt hatte, wechselte er im Sommer zum FC Brașov. Dort gelang ihm der Durchbruch. Er spielte mit Brașov zwar stets gegen den Abstieg, machte aber mit vielen Torerfolgen auf sich aufmerksam. In der Saison 1993/94 konnte er 16 Treffer erzielen und landete damit auf dem dritten Platz der Torjägerliste.
Im Sommer 1994 nahm der Spitzenklub Dinamo Bukarest Ivan unter Vertrag. In der Spielzeit 1994/95 gehörte er zum Stamm des Teams, das am Saisonende den dritten Platz belegen konnte. Im August 1995 verließ er jedoch Rumänien und heuerte beim zyprischen Erstligisten AE Paphos an. Bereits zum Jahreswechsel zog es ihn zum griechischen Klub Panionios Athen. Seine Zeit in Griechenland war wenig erfolgreich, denn er musste mit seiner Mannschaft zum Saisonende aus der Alpha Ethniki absteigen.
Ivan kehrte nach Rumänien zurück, wo er zum zweiten Male beim FC Brașov unterschrieb. Sein neuerliches Engagement dauerte jedoch nur ein halbes Jahr, ehe er den Klub in der Winterpause auf dem letzten Platz liegend wiederum zu Dinamo Bukarest verließ. Dort kam er nur unregelmäßig zum Zuge und absolvierte in einem Jahr 17 Einsätze. Zu Beginn des Jahres 1998 holte ihn der abstiegsbedrohte Lokalrivale Sportul Studențesc. Ivan konnte den Abstieg nicht verhindern und ging im Sommer 1998 abermals zum FC Brașov in die Divizia B. In der Saison 1998/99 steuerte er 17 Tore zum Aufstieg bei und konnte damit an frühere Leistungen anknüpfen. Dies bestätigte er in der Spielzeit 1999/2000, als er seinem Team mit 16 Treffern den Klassenerhalt sicherte.
Zu Beginn des Jahres 2001 wechselte Ivan zu Henan Jianye in die chinesische Jia-A League. Nach einer Spielzeit kehrte er nach Rumänien zurück, wo er bei Zweitligist Bucovina Suceava anheuerte. Dort kam er kaum zum Einsatz und wechselte im Sommer 2003 zum FC Ghimbav 2000 in die Divizia C. Dort beendete er im Jahr 2004 seine aktive Laufbahn.

### Nationalmannschaft
Marian Ivan bestritt drei Spiele für die rumänische Nationalmannschaft. Seinen ersten Einsatz hatte er während der Vorbereitung auf die Fußball-Weltmeisterschaft 1994 in den Vereinigten Staaten, als er am 25. Mai 1994 gegen Nigeria in der Startaufstellung stand. Nach zwei weiteren Einsätzen gehörte er beim Turnier zum rumänischen Aufgebot, kam jedoch nicht zum Einsatz.

## Erfolge
- WM-Teilnehmer: 1994
- Aufstieg in die Liga 1: 1990, 1999